# Irig (općina)
Općina Irig je jedna od općina u Republici Srbiji. se nalazi u Srijemu, Vojvodini, na južnim obroncima Fruške Gore i spada u Srijemski okrug. Po podacima iz 2004. općina zauzima površinu od 230 km² (od čega na poljoprivrednu površinu otpada 17.220 ha, a na šumsku 4.007 ha). 
Centar općine je grad Irig. Općina Irig se sastoji od 12 naselja. Po podacima iz 2002. godine u općini je živjelo 12.329 stanovnika, a prirodni priraštaj je iznosio -7,1 %. Po podacima iz 2004. broj zaposlenih u općini iznosi 1.738 ljudi. U općini se nalazi 8 osnovnih škola.

## Naseljena mjesta
- Velika Remeta
- Vrdnik
- Grgeteg
- Dobrodol
- Irig
- Krušedol
- Mala Remeta
- Neradin
- Rivica
- Šatrinci

## Nacionalni sastav
- Srbi - 9.801 (79,49%)
- Mađari - 816 (6,61%)
- Jugoslaveni - 295 (2,39%)
- Hrvati - 289 (2,34%)
- ostali

Sva naseljena mjesta imaju većinsko srpsko stanovništvo osim Dobrodola i Šatrinaca, koji imaju mađarsko.

## Vanjske poveznice
- Službena prezentacija općine Irig